# Błonie Duże
Błonie Duże [ˈbwɔɲɛ ˈduʐɛ] est un village polonais de la gmina de Bielany dans le powiat de Sokołów et dans la voïvodie de Mazovie, au centre-est de la Pologne.
Il est situé à environ 3 kilomètres à l'est de Bielany, 7 kilomètres du sud de Sokołów Podlaski, et à 89 kilomètres à l'est de Varsovie.